# Lukas Ridgeston
Lukas Ridgeston (também conhecido como Lukas Riderton), nome artístico de Juraj Vrzgula (Bratislava, Eslováquia, em 5 de Abril de 1974), é um ator, diretor, cinegrafista, modelo e editor eslovaco de filmes eróticos destinados ao público homossexual.
Ele nasceu em Bratislava, na época parte da antiga Checoslováquia e atual capital da Eslováquia. Em 2005, ele fez sua última aparição como ator, mas ainda atua como cinegrafista, editor e diretor para a produtora Bel Ami.

## Biografia
Ridgeston se formou em arquitetura, em 1999 e, faz parte de uma sociedade de proprietários de Mini Cooper.

## Filmografia
- Lukas Forever (2013)
- Lukas in Love (2005)
- Lukas in Love, Parts 1 and 2  (2005)
- All About Bel Ami  (2001)
- Coverboys  (2001)
- Pool Party  (2001)
- 18 Today No. 4: Sleep Over  (2000)
- 18 Today No. 5: Back To School  (2000)
- Apres Ski  (2000)
- Punishment Pick-Up  (2000)
- Disco A Go-Go  (1999)
- Frisky Memories  (1999)
- The Officers' Club  (1999)
- Happy Campers  (1998)
- Lucky Lukas  (1998)
- Wild Ride to Berlin  (1998)
- Frisky Summer 2  (1997)
- A Man's World  (1997)
- Boy Wonder  (1996)
- Lukas' Story 3  (1996)
- Out At Last  (1996)
- College Boys  (1995)
- Lukas' Story 2  (1995)
- Tender Strangers  (1995)
- Bulging Bavarians (Pralle Lederhosen)
- Erotic Choices
- Studio Fantasies

### Diretor
- 101 Men Part 9 (2001)
- 101 Men Part 10 (2001)
- 101 Men Part 11 (2002)
- 101 Men Part 12 (2002)
- Personal Trainers: Part 7 (2003)

### Prêmios
- 1996 Adult Erotic Gay Video Awards (O "Grabbys") na categoria "Hot Shots", dividido com Cole Youngblood.
- 1999 Ficou entre os Top 10 da revista Unzipped na categoria "Melhor Vídeo Erótico do Milênio"
- 2000 entrou para o Hall da Fama da GayVN Awards.
- 2002 os leitores da Revista Unzipped elegeram Lukas Rigeston como a estrela mais "quente" do porno.